# Sebastián Lores González
Sebastián Lores González (Lérez, 16 de noviembre de 1879 – Pontevedra, 21 de octubre de 1965), Comendador con Medalla al Mérito en el Trabajo, fue un empresario de la construcción, Concejal del Ayuntamiento de Pontevedra, que sobresalió en su labor como Vocal Nacional y Jefe Provincial del Sindicato de la Construcción.

## Biografía
Fue hijo de Andrés Lores Solla, Presidente de la Asociación Protectora del Obrero. Trabajó como contratista de obras en Pontevedra y en Santiago de Compostela, llegando a convertirse en un destacado empresario de la construcción a nivel provincial tras haber participado en proyectos como la fábrica de Cerámica La Caeyra del marqués de Riestra en Pontevedra, la Casa de Baños La Iniciadora de estilo art nouveau en la avenida Cánovas del Castillo de Vigo, los Saltos del Barbanza en la Puebla del Caramiñal, y la fábrica de Massó de estilo art déco, actual Museo Massó, en Bueu.
Habiendo demostrado siempre un gran interés por las condiciones laborales de los trabajadores, comenzó su actividad sindical como Secretario de la Federación Obrera de Pontevedra y miembro directivo de la Sociedad de Socorros Mutuos, y en reconocimiento a su acertada gestión durante casi tres décadas, en 1947 fue nombrado Jefe Provincial y Vocal Nacional del Sindicato de la Construcción. En 1952 accedió a través del Tercio Sindical como candidato más votado al Ayuntamiento de Pontevedra en calidad de concejal y miembro de la Comisión de Gobernación bajo la alcaldía de Juan Argenti Navajas, y el mismo año fue elegido Presidente de la Sociedad Recreativa de Artesanos.
Al frente del Sindicato trazó y promovió durante su mandato un plan de construcción de viviendas para obreros a través de un sistema de ayudas mutuas y subvenciones de materiales mediante el cual todos los trabajadores podrían disponer de una vivienda familiar en propiedad a costa de una renta mensual mínima. Por decisiones ajenas, lamentablemente nunca logró poner en práctica esta iniciativa a pesar de haberlo intentado hasta su jubilación, con cerca de ochenta años de edad.
Teniendo todavía tres años por delante en activo, el 13 de diciembre de 1953 fue condecorado en el Palacio Municipal de Pontevedra con la Medalla al Mérito en el Trabajo, en recompensa a “una vida de ejemplar honestidad, modelo de virtudes profesionales”, “así como por la destacada labor social realizada desde el Sindicato en favor de los trabajadores del gremio”, siendo considerado “el primer aristócrata pontevedrés del trabajo” y “un ejemplo digno de imitación para patronos y obreros”.

## Vida personal
Fue tío del futbolista y entrenador Manuel Carballo Lores “Carolo”, y abuelo de Agustín Estévez Lores “Tito”, portero del Pontevedra Club de Fútbol.

## Condecoraciones
- Medalla al Mérito en el Trabajo (11 de septiembre de 1953).